# حارة سواد عصر (صنعاء)
حارة سواد عصر هي إحدى حارات حي معين بمديرية معين إحد مديريات العاصمة اليمنية صنعاء، بلغ تعداد سكانها 529 نسمة حسب تعداد اليمن لعام 2004.